# Kaposszekcső
Kaposszekcső (németül: Segsching) község Tolna vármegyében, a Dombóvári járásban.

## Fekvése
Dombóvártól 7 kilométerre délre, Sásdtól mintegy 9 kilométerre északra fekszik, a két várost összekötő 611-es főút mentén. Bonyháddal a 6534-es út köti össze, Jágónak-Meződ felé pedig a 6519-es út indul innen. Öt számjegyű országos közútnak számít még a községet érintő utak közül a 65 188-as számú mellékút: ez Kaposszekcső északi határszéle közelében ágazik ki a 611-esből nyugatnak, Dombóvár Szőlőhegy nevű külterületi városrésze felé.
A hazai vasútvonalak közül a (Budapest–)Pusztaszabolcs–Pécs-vasútvonal és a Dombóvár–Komló-vasútvonal közös szakasza halad át a településen, ahol egy megállási pontjuk van, Kaposszekcső megállóhely; ez utóbbi a településközpont keleti szélén található, a vasút és a 6534-es út keresztezésének északi oldalán.

## Története
1975. január 1-jén került át Baranya megyéből Tolna megyébe.

## Közélete

### Polgármesterei
- 1990–1994: Marton István (független)[3]
- 1994–1998: Tóth Imre (független)[4]
- 1998–2002: Tóth Imre (független)[5]
- 2002–2006: Tóth Imre (független)[6]
- 2006–2010: Csapó Gyuláné Remler Ibolya (független)[7]
- 2010–2014: Csapó Gyuláné (független)[8]
- 2014–2019: Csapó Gyuláné (független)[9]
- 2019–2024: Badáczy-Csiba Zsuzsanna (független)[10]
- 2024– : Badáczy-Csiba Zsuzsanna (független)[1]

## Népesség
A település népességének változása:
| Lakosok száma | 1504 | 1501 | 1512 | 1482 | 1511 | 1508 | 1534 |
|               | 2013 | 2014 | 2015 | 2021 | 2022 | 2023 | 2024 |

A 2011-es népszámlálás során a lakosok 87,2%-a magyarnak, 1,3% cigánynak, 7,6% németnek, 0,3% románnak mondta magát (12,7% nem nyilatkozott; a kettős identitások miatt a végösszeg nagyobb lehet 100%-nál). A vallási megoszlás a következő volt: római katolikus 49,7%, református 2,9%, evangélikus 11,3%, görögkatolikus 0,1%, felekezeten kívüli 11,3% (22% nem nyilatkozott).
2022-ben a lakosság 91,4%-a vallotta magát magyarnak, 4% németnek, 1,5% cigánynak, 0,2% szerbnek, 0,1-0,1% örménynek, románnak, ruszinnak és ukránnak, 1,8% egyéb, nem hazai nemzetiségűnek (8,6% nem nyilatkozott; a kettős identitások miatt a végösszeg nagyobb lehet 100%-nál). Vallásuk szerint 41,1% volt római katolikus, 7,9% evangélikus, 2,5% református, 0,1% görög katolikus, 1,1% egyéb keresztény, 1,7% egyéb katolikus, 10,1% felekezeten kívüli (35,5% nem válaszolt).